# زداف زاکس
زداِف زاکس (انگلیسی: ZF Sachs) شرکت موتورسیکلت‌سازی آلمانی است، که در سال ۱۸۹۵ تأسیس شد.